# Jesenice (district de Příbram)
Pour les articles homonymes, voir Jesenice (homonymie).
Jesenice (en allemand : Jessenitz) est une commune du district de Příbram, dans la région de Bohême-Centrale, en République tchèque. Sa population s'élevait à 564 habitants en 2020.

## Géographie
Jesenice se trouve à 7 km au sud-est de Sedlčany, à 19 km au nord-est de Příbram et à 54 km au sud de Prague.
La commune est limitée par Nedrahovice à l'ouest et au nord, par Kosova Hora au nord et par Sedlec-Prčice à l'est et au sud.

## Histoire
La première mention écrite de la localité date de 1352.

## Administration
La commune se compose de neuf quartiers :
- Boudy
- Dobrošovice
- Dolce
- Doublovičky
- HulínJesenice
- Martinice
- Mezné
- Vršovice

## Transports
Par la route, Jesenice se trouve à 8 km de Sedlčany, à 39,5 km de Příbram et à 86 km de Prague.